# Guido Donegani
Guido Donegani (Livorno, 26 marzo 1877 – Bordighera, 16 aprile 1947) è stato un ingegnere, imprenditore, politico e banchiere italiano.

## Biografia
Guido Donegani nacque da Giovan Battista e da Albina Corridi in una casa sugli Scali Massimo d'Azeglio, zona eminentemente commerciale della città di Livorno, dove già erano approdati il nonno, Luigi Donegani, di origine comasca (nel 1846) e la famiglia Corridi, ai tempi proprietaria di un "negozio di medicinali" e poi di una distilleria (ascendente dei Corridi gli inglesi Hall).
Egli nacque dopo i fratelli Luigi, Gustavo, Eugenio, precedendo la sorella Giulia.
Sin da bambino si fece notare per una serietà non comune.
Studente esemplare frequentò il biennio propedeutico a Pisa e si laureò in Ingegneria industriale a Torino nel 1901.
Seguono subito il lavoro presso i Cantieri Ansaldo di Genova, dove si occupa di demolizione di vecchie navi (e lo fa fino al 1907), e il matrimonio con la bellissima torinese Anna Coppa, che lo lascia vedovo dopo pochi mesi.
Anche per reazione a questo grave dolore moltiplica la sua attività lavorativa e come Assessore ai Lavori Pubblici del comune di Livorno risolve l'annoso problema dell'approvvigionamento idrico della città.
Dal 1903 al 1907 frequenta sempre più assiduamente le miniere di rame della Società Mineraria Montecatini a Montecatini Val di Cecina, di cui è amministratore il padre e al quale subentra il 24 maggio 1910: in tale anno venne acquisita la Società Unione Italiana Miniere Pirite a compensare il crescente disimpegno dalle miniere di rame in via di esaurimento.
Sotto la sua guida la Montecatini dapprima si diversificò acquisendo la Unione Piriti ed il Consorzio Serpieri, quindi divenne leader nella produzione dei fertilizzanti fosfatici.
Nel decennio 1910-1920 si costruiscono in tutta Italia oltre 40 stabilimenti di concimi e altri stabilimenti per intermedi e prodotti chimici.
Nel 1918 Donegani diviene presidente della società.
Donegani fu anche presidente della Banca Commerciale Italiana e nel 1921 divenne deputato. Successivamente aderì al Partito Nazionale Fascista, quindi fu consigliere della Camera dei Fasci e delle Corporazioni ed ottenne la nomina a senatore.
Grazie ai suoi legami con il partito fascista Donegani porterà la Montecatini a significativi sviluppi. L'azienda diversifica la produzione, occupandosi oltre che di fertilizzanti anche di coloranti organici, prodotti farmaceutici e resine sintetiche.
Quando il regime fascista inizia la cosiddetta battaglia del grano per l'incremento della produzione di cereali in Italia, la Montecatini supporta l'iniziativa usandola per promuovere i suoi prodotti.
Analogamente, quando nel 1936 dopo la guerra d'Etiopia la Società delle Nazioni applicherà all'Italia le sanzioni sulle importazioni, la Montecatini svilupperà la ricerca della lignite, materia prima diventata indispensabile nel momento in cui, con la politica autarchica, vengono escluse le importazioni di carbone.
Nel 1943 fu nominato senatore del Regno d'Italia.
Massone, fu affilato alla loggia "Giordano Bruno" di Livorno, del Grande Oriente d'Italia.
Dopo l'occupazione nazista, ricercato dai tedeschi riuscì a mettersi in salvo grazie a un passaporto falsificato fornitogli dal ministro dell'Interno Guido Buffarini Guidi. Il 30 maggio 1945 fu arrestato dal Counter Intelligence Service inglese, ma già il 13 luglio la Corte d'Assise Straordinaria ne ordina la scarcerazione.
Nel 1946, Donegani, è nuovamente accusato di collaborazionismo col regime fascista dal Comitato di Liberazione Nazionale (CLN), accusa dalla quale fu successivamente assolto con formula piena.
Assolto per la terza volta muore a Bordighera il 16 aprile 1947; fu sepolto nella cappella di famiglia, presso il cimitero della Misericordia, a Livorno.

## Archivio
La documentazione prodotta da Donegani nel corso della propria carriera imprenditoriale è conservata a Roma presso l'archivio storico dell'ENI, nel fondo Montedison (estremi cronologici: 1965-1981) e a Milano presso Montedison spa, nel fondo Montecatini (estremi cronologici: 1801-1995). A Ivrea presso l'Archivio nazionale del cinema d'impresa, nel fondo Edison (estremi cronologici: 1911-2008) è conservata la cineteca storica Edison.